# Liste der indischen Hochkommissare auf den Seychellen
Indien und die Seychellen gehören zum Commonwealth of Nations und nicht zum Commonwealth Realm.
Bis 1987 konnten die indischen Hochkommissare in Tansania regelmäßig auch einen Letter of Commission für Victoria (Seychellen) vorweisen.
Seit 1. Dezember 1987 residiert ein High Commissioner of India in Victoria auf Mahé.
| Letter of Commission | Leiter der Auslandsvertretung     | Bemerkungen                           | ernannt von          | beauftragt für     | Posten verlassen |
| -------------------- | --------------------------------- | ------------------------------------- | -------------------- | ------------------ | ---------------- |
| 1. Juli 1976         | Arjan Singh                       | Air Chief Marshal                     | Indira Gandhi        | James Mancham      | 29. Juli 1977    |
| 30. Juli 1977        | Aditya Narajan Dhairyasheel Haksa |                                       | Morarji Desai        | France-Albert René | 6. Okt. 1980     |
| 7. Okt. 1980         | Alfred Sylvester Gonsalves        |                                       | Indira Gandhi        | France-Albert René | 15. März 1982    |
| 16. März 1982        | Preet Mohan Singh Malik           | 1984: Botschafter in Jakarta          | Indira Gandhi        | France-Albert René | 19. März 1984    |
| 20. März 1984        | Chandershekhar Dasgupta           |                                       | Rajiv Gandhi         | France-Albert René | 23. Okt. 1986    |
| 24. Okt. 1986        | Hardev Bhalla                     |                                       | Rajiv Gandhi         | France-Albert René | 30. Nov. 1987    |
| 1. Dez. 1987         | Chokila Iyer                      |                                       | Rajiv Gandhi         | France-Albert René | 18. Okt. 1990    |
| 11. Feb. 1992        | Chikka Rachappa Balachandra       | 29. April 1999 Botschafter in Tallinn | P. V. Narasimha Rao  | France-Albert René | 16. Feb. 1995    |
| 13. Juni 1995        | Pranab Mukhopadhyay               |                                       | P. V. Narasimha Rao  | France-Albert René | 31. Jan. 1997    |
| 11. Sep. 1997        | River O’Nell Wallang              |                                       | Inder Kumar Gujral   | France-Albert René | 15. Mai 2001     |
| 29. Mai 2001         | Malay Mishra                      |                                       | Atal Bihari Vajpayee | France-Albert René | 20. Juni 2004    |
| 6. Sep. 2004         | Arun Kumar Goel                   |                                       | Manmohan Singh       | James Alix Michel  | 18. Feb. 2008    |
| 5. Apr. 2008         | Asit Kumar Nag                    |                                       | Manmohan Singh       | James Alix Michel  | 31. Juli 2011    |
| 9. Aug. 2011         | Thanglura Darlong                 |                                       | Manmohan Singh       | James Alix Michel  |                  |